# Haut commissariat à l'amazighité
L'Haut commissariat à l'amazighité detto HCA (in italiano Alto Commissariato all’Amazighità; in berbero ⴰⵙⵇⴰⵎⵓ ⵓⵏⵏⵉⴳ ⵏ ⵜⵉⵎⵓⵣⵖⴰ, Asqamu unnig n timmuzɣa, in arabo المحافظة السامية للأمازيغية‎?) è un'istituzione governativa algerina creata per promuovere e preservare la lingua e la cultura amazigh in Algeria. Fondata il 27 maggio 1995 tramite un decreto emanato dal presidente Liamine Zeroual, l'HCA svolge un ruolo centrale nel valorizzare il patrimonio linguistico e culturale delle popolazioni amazigh, che costituiscono una parte significativa dell'identità nazionale algerina. Si tratta della prima istituzione ufficiale del Nord Africa dedicata esclusivamente alla promozione e alla diffusione della cultura berbera, oltre che alla regolamentazione della lingua tamazight. La sua sede si trova ad Algeri.

## Storia
Negli anni '90 si registrò una crescente mobilitazione dei movimenti identitari berberi, che rivendicavano un ruolo politico attivo e il riconoscimento del tamazight, la forma standardizzata dei dialetti berberi, come lingua ufficiale in Algeria. Tra il 1994 e il 1995, la regione della Cabilia fu teatro del cosiddetto "anno bianco", un boicottaggio scolastico di massa promosso dalle famiglie berbere, che rifiutarono di mandare i propri figli a scuola in segno di protesta. Questa mobilitazione spinse il presidente Liamine Zeroual, nel 1995, a istituire l'Alto Commissariato per l'Amazighità (HCA), con il compito di favorire l'integrazione della lingua berbera nel sistema educativo di alcune regioni e nelle comunicazioni ufficiali.
Un primo riconoscimento formale dell'identità amazigh giunse con l'adozione della nuova Costituzione nel 1996, che nel preambolo definì «l’Islam, l’arabicità e l’amazighità» come componenti fondamentali dell'identità algerina. Tuttavia, la lingua berbera rimase esclusa dalle istituzioni, senza ottenere lo status di lingua ufficiale.
La svolta arrivò nel 2002, dopo i disordini della Primavera Nera, quando il tamazight fu riconosciuto come lingua nazionale. Questo progresso venne consolidato nel 2016, con la sua proclamazione a lingua ufficiale del paese. Infine, il 27 dicembre 2017, fu istituita l'Accademia Algerina della Lingua Amazigh per promuovere ulteriormente lo studio e l'uso della lingua.
L'HCA svolge un ruolo cruciale nella valorizzazione dell'identità amazigh (berbera), occupandosi di attività come lo studio delle tradizioni culturali berbere, la promozione dell'insegnamento del tamazight nelle scuole e la pubblicazione di opere dedicate alla cultura amazigh. Grazie al suo impegno, sono stati raggiunti significativi traguardi nella tutela e promozione della lingua e della cultura berbera in Algeria, tra cui:
- L'integrazione del tamazight nel sistema educativo primario, medio e secondario in diverse regioni dell'Algeria.
- La formazione di centinaia di docenti universitari.
- Lancio dei telegiornali in lingua berbera sui canali televisivi pubblici.
- La creazione di un canale televisivo pubblico di lingua berbera: Channel 4.
- L'uso delle lingue berbere nel parlamento algerino.
- L'ufficializzazione del tamazight in Algeria.
- La creazione di una laurea in lingue berbere.
- La creazione dell'Accademia algerina della lingua amazigh.

Nel 2023, l'Alto Commissariato per l'Amazighità ha proposto di estendere l'insegnamento obbligatorio della lingua amazigh a tutte le scuole algerine.

## Presidenti del HCA
- Mohand Idir Aït Amrane, dal 27 maggio 1995 al 30 ottobre 2004 :
- Youcef Merrahi, dal 30 ottobre 2004 al  2016 :
- El Hachemi Assad, dal 2016.[5]